# Susan Webb Cushman
Susan Webb Cushman (Boston, 17 de março de 1822 – Liverpool, 10 de maio de 1859) foi uma atriz dos Estados Unidos, irmã mais nova da estabelecida atriz Charlotte Cushman. Seu maior sucesso no teatro foi certamente fazer Romeu e Julieta, de William Shakespeare, com a irmã como Romeu e ela como Julieta.

## Biografia

### Início
Susan Cushman estreou na peça de O Genovês de Epes Sargent, em 1836, um ano após uma viagem com sua mãe para ver a promissora atriz Charlotte na cidade de Nova Iorque.

### Carreira nos Estados Unidos
Após um casamento fracassado com Nelson Meriman, após o qual ele a deixou desamparada com um filho, ela seguiu o conselho de Charlotte para seguir a carreira de atriz com ela. Juntos, atuaram na cidade de Nova Iorque e na Filadélfia, por volta de 1841-1842, como Grace Harkaway (Susan) e Lady Gay Spanker (Charlotte). Susan foi aclamada na peça Satan em Paris e interpretou Desdêmona no Otelo de William Shakespeare realizado por George Vandenhoff.
Em 1842, Susan era membro e Charlotte gerente de palco do Walnut Street Theatre na Filadélfia, onde Vandenhoff se apresentou por seis noites por $ 180. Vandenhoff mais tarde reconheceu a frieza de Charlotte e Susan em sua autobiografia Leaves from an Actor's Notebook ("Folhas do Caderno de um Ator"). Nesse livro, que serve como um dos raros registros históricos testemunhares da época, ele escreve que Susan era "uma criatura bonita, mas não tinha a menor centelha do gênio de Charlotte..." e que "ela agradava 'os companheiros', no entanto, e era a melhor mulher ambulante no palco dos EUA".

### Mudança para a Inglaterra
Susan seguiu Charlotte para a Inglaterra em 1845. Em 30 de dezembro de 1845, no Haymarket em Londres, elas tiveram tanto sucesso em interpretar Romeu e Julieta (Charlotte como Romeu, Susan como Julieta, usando a versão original da peça em oposição à sugestão de teatro) diante de um público que rotulou-as como "índios americanos", que continuaram lá por oitenta noites antes de viajar por outras cidades da Inglaterra. Embora Charlotte, que gostava de interpretar papéis masculinos, fosse uma boa showman e recebesse elogios da crítica, também elogiaram Susan pela "graça e delicadeza de sua atuação". Sheridan Knowles elogiou Charlotte principalmente, mas, em relação à Susan, elogiou o primeiro ato como sendo "admiravelmente personificado por sua linda irmã". As irmãs também encenaram juntas a peça Noite de Reis, igualmente de Shakespeare.
Em 1848, Susan enfureceu um empresário de teatro durante as apresentações do ensaio de A Dama de Lyon, nas quais ela faria o papel de "Helen" para a parte não revelada da Sra. Anna Cora Mowatt. Quando Susan chegou tarde durante a audição do empresário para uma atriz substituta, uma cena de raiva se desenvolveu que, pelo relato da Sra. Mowatt, foi "como nunca antes, e me regozijo em dizer nunca depois, testemunhada em um teatro". Susan foi forçada a sair.

### Casamento e morte
No final de 1848, Susan casou-se com James Sheridan Muspratt e se aposentou dos palcos, morando em Liverpool até sua morte em 1859, aos 37 anos de idade. O casal teve três filhos.